# Zongshen Industrial Group
Die Zongshen Industrial Group ist eine Unternehmensgruppe aus Chongqing (Volksrepublik China).

## Geschichte
Der 1982 als Reparaturwerkstatt für Motorräder gegründete Konzern umfasst 30 Tochtergesellschaften und Joint Ventures. Dazu gehört beispielsweise auch ein Motorradwerk in Vietnam. Andere Quellen nennen 1992 als Gründungsjahr.
Anfang 2003 erfolgte eine Umbenennung von Zongshen Motorcycle Science & Technology in Zongshen Industrial Group Co., Ltd.
Die drei wichtigsten Geschäftsbereiche sind Motoren, Motorräder und Immobilien. Hinzu kommen Biotechnologie und Bergbau. Die beiden großen Tochtergesellschaften Zongshen Power und Zongshen PEM sind an der Börse Shenzhen (001696, seit 1997) bzw. an der Börse in Toronto (ZPP) gelistet. Der Umsatz belief sich im Jahr 2010 auf 2 Mrd. CNY, der von mehr als 10.000 Mitarbeitern erwirtschaftet wurde.
Zongshen Power erzielte 2017 einen Umsatz von 5,17 Mrd. CNY.
Im Jahr 2010 wurde die Motorradwerkstattkette Master Zuo als Joint Venture zwischen Zongshen Power und Zongshen PEM gegründet.

## Motorradproduktion und -vertrieb

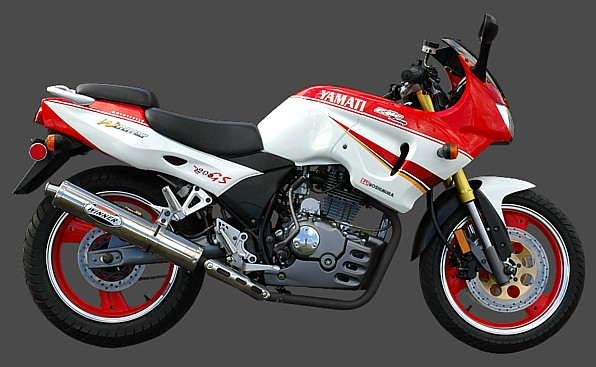
Zongshen 200 GS

Die Produktion von Motorrädern begann 1996. Die Motorradproduktion erfolgt heute über die Zongshen Automobile Industry Co., Ltd. mit Sitz in Chongqing, Volksrepublik China, die zur kanadischen Tochtergesellschaft Zongshen PEM gehört.
Seit 2004 führt Zongshen eine strategische Partnerschaft mit dem italienischen Hersteller Piaggio. Es stellt Vespa- und Piaggio-Modelle her und vertreibt die Marke Piaggio in China. Zugleich ist Zongshen Vertriebspartner von Harley-Davidson.
Im Jahr 2009 übernahm Zongshen den brasilianischen Zweiradhersteller Kasinski, dessen Betrieb 2014 eingestellt wurde.
Das Unternehmen hat mehr als 3000 Mitarbeiter, die pro Jahr rund 4 Millionen Motorräder herstellen.
Der Hersteller hat nach eigenen Angaben in mehr als 160 Ländern die Markennamen Zongshen und Zip star registriert. Die Fahrzeuge werden zudem unter den Markennamen Lexmoto (Großbritannien), Motorhispania (Spanien), M1nsk (Russland und Weißrussland), Zanella (Argentinien), AKT (Kolumbien), Ryuka (Thailand) sowie Kasinski und Hyosung (Brasilien) vertrieben. Auch die Marke Honley in Großbritannien gehört zu Zongshen.
Auf der Intermot 2022 wurde ein neues Modell ZXA Adventure 500 der Traditionsmarke Zündapp vorgestellt. Das Motorrad hat einen Zweizylindermotor mit 35 kW (48 PS) für die A2-Führerscheinklasse.

## Motorrad-Rennsport

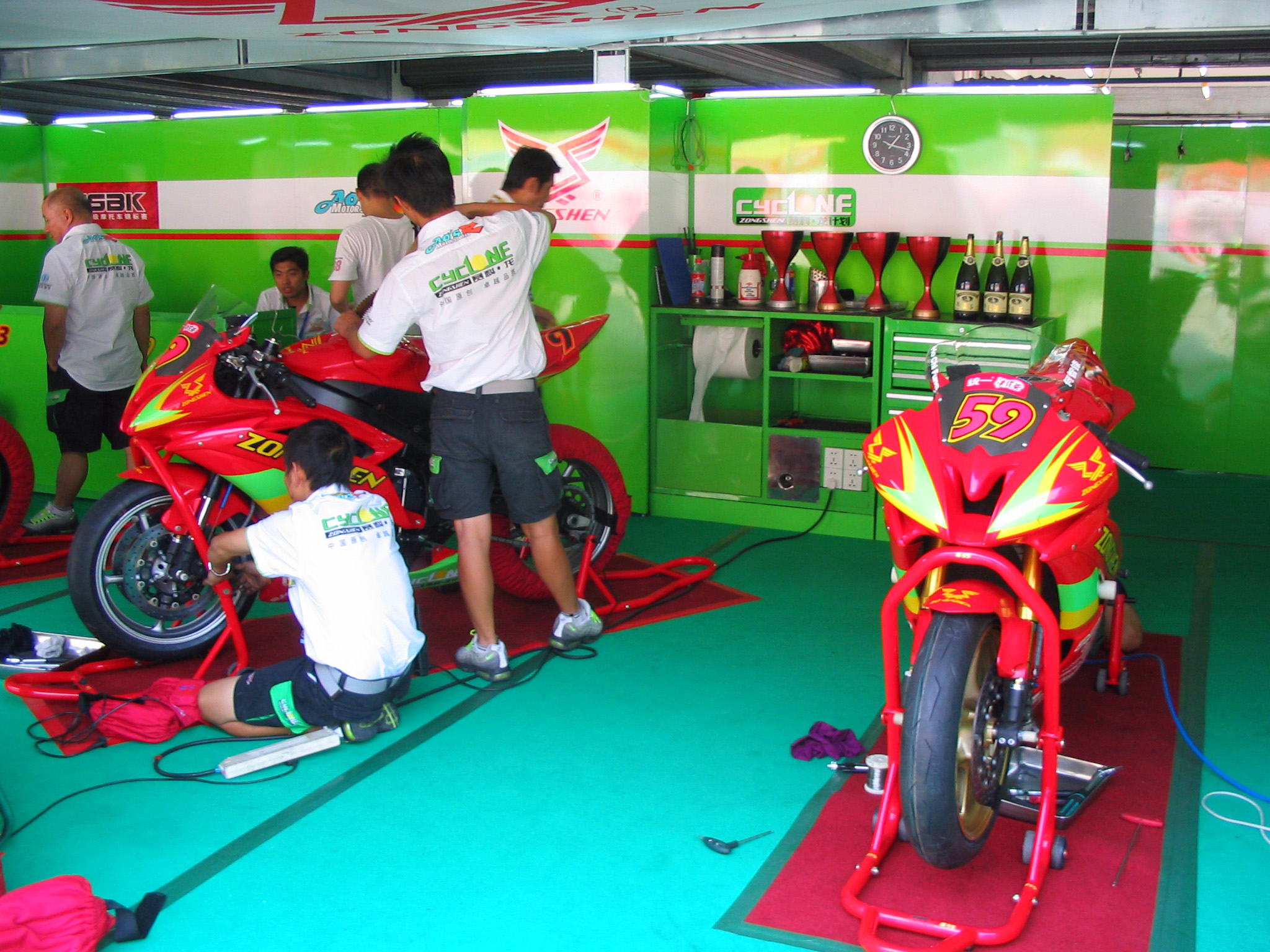
Zongshen Rennteam

Das Werksteam von Zongsheng wurde 1999 gegründet und ist nach eigener Aussage das erste chinesische Team, das (ab 2005) an der Motorrad-Weltmeisterschaft teilnahm.